# 沙里拔

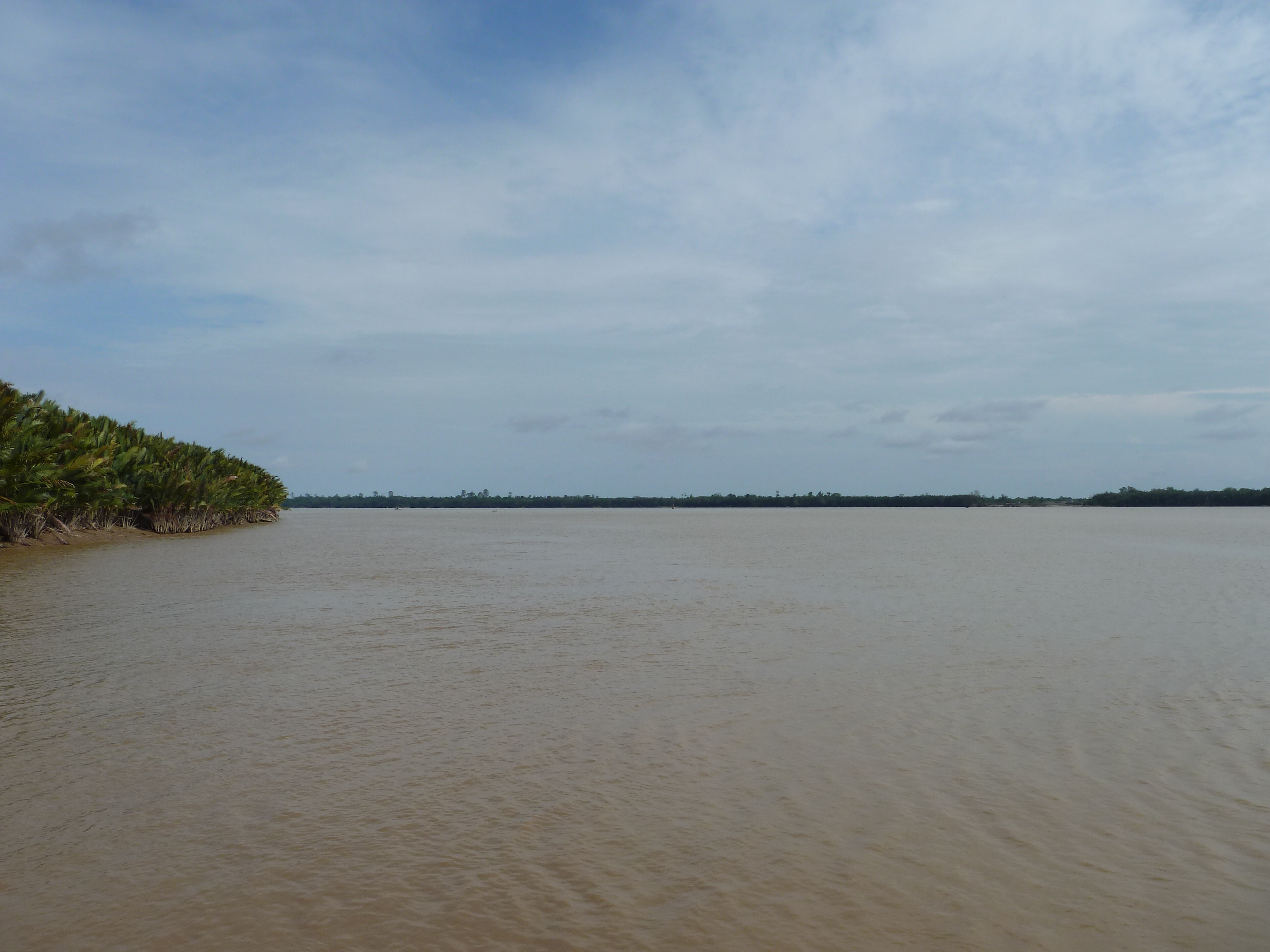
沙里拔河

沙里拔，是砂拉越的一个地区，由沙里拔河 （Saribas River）和其三条支流组成：拉亚河（Batang Layar），把古河（Batang Paku）及淋巴斯河（Batang Rimbas）。沙里拔是砂拉越伊班族文化的中心，这里闻名于伊班长屋。

1849年7月31日,  实克朗（Skrang）及沙里拔伊班族与詹姆士·布魯克拉者（Rajah James Brooke）在本丁玛洛（Beting Maro）作战。战胜后的詹姆士·布魯克就吞并了沙里拔这个地区。